# Gortyna reducta
Gortyna reducta är en fjärilsart som beskrevs av Barend J. Lempke 1942. Gortyna reducta ingår i släktet Gortyna och familjen nattflyn. Inga underarter finns listade i Catalogue of Life.